# 環宇廣播電台
環宇廣播事業股份有限公司（英語：Trans-universe Radio Corp.，簡稱：環宇廣播電台，英語：Uni Radio），是台灣一家FM中功率廣播電台，1995年9月6日開播，涵蓋桃竹苗及部份台北地區，内容以新聞、談話、音樂節目為主。收聽頻率為96.7 ㎒，發射站位於桃園市龍潭區店子湖。
收聽範圍：臺北市、新北市、桃園市、新竹都會區及苗栗縣。

## 特色
定位為「科技新聞財經輕知識，人文音樂輕流行，心靈勵志故事真感動」的數位雲端電台，目前為台灣本島唯一、台灣唯二使用FM 96.7的電台（另一家為快樂聯播網的澎湖廣播電台）。

## 歷史
環宇廣播電台成立於1995年，是台灣廣播自由開放後的第二個社區電台。一路陪伴著聽眾，度過無數的時光，關懷世界的改變。Fm96.7環宇廣播電台，以「有你有我 All Things Are Possible」的媒體社會責任理念，一路典藏台灣最美的聲音，以及最美的人文價值~仁愛、喜樂、良善、信實的理念。
1996年9月6日正式發聲，25年來舉辦無數的活動，科技人文化之旅、關懷科技人婚姻等講座和聯誼、企業音樂會、藝術表演贊助、名人座談會、歌手簽名會、作家簽書會、童話CD公益贈送到為愛陪跑募款活動等。

## 外部連結
- 環宇廣播電台 （页面存档备份，存于）
- 環宇麻吉全球資訊網 （页面存档备份，存于）
- FM96.7 環宇廣播電台的Facebook專頁粉絲